# Alain Meslet
Alain Meslet (* 8. Februar 1950 in Averton) ist ein ehemaliger französischer Radrennfahrer und nationaler Meister im Radsport.

## Sportliche Laufbahn
Meslet war im Straßenradsport aktiv. Er gewann die nationale Meisterschaft im Mannschaftszeitfahren 1975 mit Jean-Paul Maho, Michel Le Denmat und Claude Buchon. Als Amateur gewann er 1970 eine Etappe der Tour des Vosges, 1973 den Circuit des Deux Provinces und 1975 die Tour de Vendée sowie erneut den Circuit des Deux Provinces. Dazu kamen Siege in Eintagesrennen und bei weiteren kürzeren Rundfahrten sowie eine Vielzahl vorderer Plätze in Eintagesrennen. In der Route de France 1975 wurde Meslet Zweiter hinter Bernard Vallet.
Im Oktober 1975 wurde Meslet Berufsfahrer im Radsportteam Gitane-Campagnolo und blieb bis 1981 als Radprofi aktiv. 1976 gewann Meslet den Grand Prix Midi libre vor Lucien Van Impe, holte dort einen Etappensieg sowie einen weiteren bei Paris–Limoges. 1977 gewann er eine Halbetappe in der Tour de France. Etappensiege gelangen ihm 1979 in der Tour du Tarn und 1980 im Circuit de la Sarthe. 1976 wurde er Zweiter der nationalen Meisterschaft im Straßenrennen.
Die Tour de France fuhr Meslet fünfmal, so mit dem Radsportteam Les Amis du Tour de France. 1976 wurde er 24., 1977 10., 1979 24., 1981 41. 1980 war er ausgeschieden.